# Collada de Sant Quiri
La Collada de Sant Quiri és un coll a 1 713,8 m. alt. situat en la carena que separa els termes de la Torre de Cabdella (a l'antic terme de Mont-ros), i de Baix Pallars (antic terme de Montcortès de Pallars). Separa, per tant, les comarques del Pallars Jussà i del Pallars Sobirà.
És al sud de la Collada dels Pedregals, a la carena que té com a referents el Tossal de Sant Quiri, al sud-oest, i la Roca de Rovellosa, al nord-est.